# بابيت ستيفنز
بابيت ستيفنز (بالإنجليزية: Babette Stephens)‏ هي ممثلة أسترالية، ولدت في 26 أبريل 1910، وتوفيت في 28 فبراير 2001.

## وصلات خارجية
- بابيت ستيفنز على موقع IMDb (الإنجليزية)
- بابيت ستيفنز على موقع قاعدة بيانات الفيلم (الإنجليزية)